# Star Citizen
Star Citizen è un videogioco MMO del 2025, sviluppato da Cloud Imperium Games in esclusiva per Windows.
Il videogioco sarà costituito da due diversi rami: Star Citizen, un universo persistente nel quale il giocatore sarà libero di esplorare, commerciare e combattere con centinaia di migliaia di utenti in tutto il mondo su un unico server centrale; Squadron 42, cioè la campagna in multiplayer limitato con una trama ed un finale.
La pre-produzione del videogioco è iniziata nel 2010, sebbene il titolo sia stato annunciato soltanto nel 2012 tramite un crowdfunding su Kickstarter che ha ottenuto grande successo, raccogliendo oltre due milioni di dollari in pochi mesi; la sua pubblicazione era inizialmente prevista per il 2014, ma è stata più volte rimandata nel corso del decennio successivo.

## Gameplay

### Hangar
Nel modulo dell'hangar, i giocatori potevano esplorare, interagire e modificare le proprie navi acquistate che erano già state rilasciate pubblicamente. L'hangar inoltre poteva essere personalizzato con decorazioni ed effetti grafici ricevuti in regalo durante i vari traguardi o eventi, oltre a quelli acquistati direttamente dal sito.
Ad oggi il modulo è stato completamente integrato nel "Universo persistente".

### Arena Commander
L'arena commander è un simulatore di combattimento a bordo di navicelle spaziali, permettendo ai giocatori di scontrarsi tra di loro o contro l'intelligenza artificiale in varie modalità, pilotando la propria nave oppure noleggiandone di vario tipo tramite una delle valute virtuali del gioco.
È stata introdotta la forza-G anche in questa modalità, causando la sfocatura e la riduzione del campo visivo in caso di movimenti repentini che andrebbero a generare forza elevate sulla navicella. Anche in questa modalità c'è la possibilità di personalizzare le proprie navi. Nel 2015 è stata annunciata l'introduzione di navi con più equipaggio in arena commander. Nel 2024 poi è stata resa disponibile la demo del gameplay ingegneristico.
La modilta "Star Marine" è stata poi integrata nel modulo Arena Commander.

### Universo persistente
Star Citizen continuerà a svilupparsi dopo essere stato pubblicato attraverso una combinazione di gameplay emergenti generati dai giocatori mentre nuovi contenuti saranno continuamente sviluppati dalla Cloud Imperium Games. I giocatori avranno la possibilità di comandare navi e stazioni persistenti che rimarranno attive nel gioco, anche durante il logout. Sono previsti pianeti senza legge in cui saranno possibili combattimenti a terra con armi di fanteria. Armamenti personali potranno essere utilizzati anche a bordo di navi e stazioni disabilitate.
L'universo persistente, inizialmente legato ai sistemi "Stanton" e "Pyro", combina l'aspetto di tutti i gamplay sopra spiegati (Hangar, Arena Commander), in un'unica singola piattaforma multigiocatore. I giocatori possono navigare liberamente per i sistemi solari (verranno implementati altri sistemi in futuro), esplorare la superficie di tutti i pianeti e le relative lune, vari asteroidi e un gigante gassoso.
Al primo ingresso verrà richiesta la creazione del personaggio. Eseguito l'accesso il giocatore verrà generato in una delle stazioni spaziali presenti sui principali pianeti. A questo punto si è liberi di scegliere come intraprendere la propria avventura, imbattersi nel commercio, diventare un cacciatore di taglie, un minatore, un fattorino oppure accettare delle missioni da portare a termine. All'interno del gioco è presente un sistema legislativo che penalizza l'aggressività verso altri giocatori pacifici e l'ingresso in alcune zone no-fly o militari. 
All'interno del gioco è possibile muoversi tramite navicelle spaziali, veicoli terrestri o a piedi, è inoltre presente l'attività extra veicolare, ogni pianeta ha le proprie caratteristiche fisiche che variano dalla forza gravitazionale, l'attrito dell'atmosfera, la temperatura e altre variabili. Anche le navicelle sono esplorabili con una gravità artificiale, alcune delle quali presentano diversi ponti, stanze e funzionalità.
L'universo persistente presenta la sua moneta di gioco chiamata "UEC", al momento nella early-access viene usata una versione modificata chiamata "aUEC", che permetterà ai giocatori di eseguire tutte le transazioni di acquisto o di noleggio per navi, equipaggiamento, armi, armatura, la riparazione delle stesse o l'acquisto di abbigliamento e alimenti vari per la sopravvivenza del personaggio.
Le navi comprate o noleggiate potranno essere generate in specifiche zone di atterraggio presenti sulle basi orbitanti o nelle città dei vari pianeti e lune. Se una nave viene distrutta, i giocatori devono presentare una richiesta di risarcimento assicurativo e attendere un periodo di tempo affinché venga riconsegnata. I giocatori possono pilotare navi sia nello spazio che nell'atmosfera, le transizioni tra le due avvengono senza schermate di caricamento e avvengono in tempo reale.
I Pianeti in gioco sono generati proceduralmente con biomi distinti e diverse aree di interesse. Ogni pianeta ha delle piste d'atterraggio, solitamente vicino a città o località, dove i giocatori potranno sbarcare e esplorare le zone limitrofe a piedi o con i mezzi di locomozione forniti dal luogo. Su molti pianeti infatti sono presenti linee ferroviarie e metropolitane.
È possibile acquistare le navi anche tramite moneta reale attraverso il sito del videogioco.

## Raccolta fondi
Il progetto di Star Citizen è stato inizialmente rifiutato dall'industria videoludica. Il 10 ottobre 2012 gli sviluppatori del gioco hanno quindi iniziato una campagna di finanziamento collettivo sul proprio sito web utilizzando IgnitionDeck, un plugin di raccolta fondi per WordPress. L'obiettivo dichiarato era di raccogliere tra i due e i quattro milioni di dollari per produrre un gioco di simulazione spaziale per PC in modalità sandbox. Il 18 ottobre 2012, su richiesta dei fan, è stata lanciata una campagna Kickstarter sempre sul sito web della Roberts Space Industries. Il 19 novembre 2012, quando le campagne combinate vengono dichiarate concluse, sono stati raccolti 6.238.563 dollari: circa 4,1 milioni dalla campagna Roberts Space Industries e circa 2,1 dalla campagna Kickstarter. Vengono quindi superati tutti gli obiettivi fissati per la campagna e viene infranto il primato di finanziamento collettivo per l'industria dei videogiochi, sia per fondi ricevuti sia per numero di sostenitori. Gli sviluppatori si sono posti allora degli obiettivi intermedi, come caratteristiche esclusive da aggiungere al gioco finito, aumento delle dimensioni della galassia, nuove navi, una colonna sonora orchestrale e così via, dando ai finanziatori obiettivi tangibili e creando attesa a ogni traguardo raggiunto.
L'intuizione vincente di Roberts è il riconoscimento ai donatori di una serie di benefici suddivisi in livelli, proporzionali all'ammontare della donazione: diverse navi spaziali, contenuti esclusivi e riconoscimenti speciali, oltre alla copia del gioco finito e l'accesso ai moduli in sviluppo. L'ottimo riscontro ottenuto fin dall'inizio è così grande che Chris Roberts decide che se fossero stati raccolti almeno ventitré milioni di dollari nel corso della campagna di finanziamento collettivo, non sarebbero stati ammessi investitori o sviluppatori esterni, eliminando la possibilità di costrizioni e limiti sul progetto. Questo obiettivo è stato raggiunto il 18 ottobre 2013.
Il 25 febbraio 2014 la raccolta ha raggiunto i trentanove milioni di dollari, mentre nell'aprile 2014 la somma ha superato i quarantadue milioni di dollari. Il 23 settembre 2014 lo staff, in persona dell'addetta stampa Sandi Gardiner, ha annunciato l'ingresso della campagna di finanziamento collettivo nel Guinness dei primati come progetto più finanziato di sempre nella storia delle raccolte fondi. Nel settembre 2015 tale raccolta fondi si aggirava sui 90 milioni, fino ad arrivare alla fine del 2015 a quota 103 milioni di dollari. La campagna è stata costantemente aggiornata con nuovi obiettivi e caratteristiche (possibilità di pilotare navi più grandi di quelle inizialmente annunciate, di creare pianeti realistici e di poter visitare zone differenti da quelle di atterraggio).
Uno straordinario supporto mediatico con frequentissimi aggiornamenti sui lavori in corso (con una rivista mensile, aggiornamenti plurisettimanali, novelle, bozze, idee, trama romanzata e così via) ha contribuito in modo determinante all'entusiasmo dei donatori, la cui media a persona è stata a lungo fissa a oltre cento dollari con punte oltre i diecimila.

## Sviluppo
Lo sviluppo del gioco è iniziato nel 2011 su una versione modificata del motore di gioco CryEngine 3. Star Citizen è stato sviluppato utilizzando un approccio modulare: il primo modulo (denominato Hangar Module) è stato pubblicato il 29 agosto 2013 per farlo coincidere con la prima presentazione del gioco alla fiera Gamescom 2013.
Nel 2016 con la release della patch 2.6 viene cambiato il motore grafico che passa dal CryEngine 3 al Amazon's Lumberyard engine, processo relativamente semplice in quanto quest'ultimo si basa sul motore grafico di casa Crytek.